# Kayla Iacovino
Kayla Iacovino je americká vulkanoložka známá svojí rozsáhlou prací v terénu a experimentální petrologií. Pochází z Arizony ve Spojených státech amerických a pracovala například v Chile, Severní Koreji, Číně, na Kostarice, Antarktidě, v Itálii, Japonsku nebo Etiopii.

## Kariéra
Iacovinové práce zahrnuje opatrně vyjednané diplomatické vztahy se zeměmi jako je Severní Korea. Zde se v rámci mezinárodního týmu (s americkými, britskými, severokorejskými a čínskými kolegy) podílela na výzkumu Pektusanu, aktivní sopky na hranici Severní Koreje a Číny. Tento výzkum je veden britskými vědci Clivem Oppenheimerem a Jamesem Hammondem a byl nedávno součástí dokumentárního filmu Into the Inferno režiséra Wernera Herzoga. Práce této skupiny byla publikována ve vědeckých časopisech a jsou pod ní podepsáni jak západní, tak severokorejští vědci.
V roce 2012 Iacovino prováděla výzkum sopky Erta Ale v Etiopii. Během této výpravy byl její tým cílem ostře sledovaného pokusu o únos západních vědců. Díky cestovatelskému zpoždění však tento pokus nebyl úspěšný – ačkoliv několik dalších turistů bylo zraněno nebo zabito.
V současné době je Iacovino postdoktorandkou na Arizona State University. Obnovuje magmatické komory za pomoci experimentální petrologie, určuje vzorky hornin, měří vulkanické odplynění a provádí termodynamické modelování.
Iacovino také publikovala mnoho článků ve vědeckých časopisech, přednášela na Arizona State University a na konferencích různě po světě. Získala mnoho prestižních grantů, v poslední době například AAAS Research Grant.